# 高林拓二
高林 拓二（たかばやし たくじ、1942年5月21日 - 2019年7月7日）は、日本棋院東京本院所属の囲碁棋士。七段。石川県金沢市出身、大窪一玄九段門下。多くの内弟子を取り、後進の育成に努めた。

## 人物
1957年に大窪一玄に弟子入りし、1961年に入段。2006年には第15期竜星戦で優勝決定トーナメントに進出。
社会様式の変化に伴って廃れつつあった内弟子を取り、後進の育成に努めた。囲碁については「いかに自分の気持ちをコントロールするかが大事」と語っており、弟子たちとも真剣に対局した。高林の死後に入段した日野勝太は、高林との対局数は1,000局以上にも及んだと述懐している。内弟子との真剣勝負を続けることで自身の成績も向上し、また、囲碁の良さにも改めて気づけたことを2018年のインタビューで語っている。
許家元によれば、内弟子時代は毎朝6時に起床し、掃除・体操の後に授業を行う生活を、6 - 7人いた他の門下生とともに行っていたという。小池芳弘は、テレビを見たりゲームをしたりすることもなく、自宅に帰るのもお盆と正月の数日程度だったが、こうした指導方法に特に不満を感じたことは無いと内弟子時代を振り返っている。
高林の内弟子と、洪清泉が主宰する洪道場の道場生はライバル関係にあったというが、一方で高林が高齢化し、指導が困難になった際には小池と日野の指導を洪に依頼した。日野がプロ入りを果たした際に、洪は「先生との約束を果たしてホッとしました」「先生も喜んでくださると思います」と語っている。
病院嫌いだったといい、大腸癌を患ったのち、多臓器不全により2019年7月7日、77歳で死去。弟子たちには、「人間性も磨いて、立派な棋士になりなさい」と言い残した。生涯成績302勝443敗5持碁。

### 門下生（入段）
| 棋士       | 入段   | 段位 | 生年   | 齢   | 実績                                                                                           | 外部 リンク |
| ---------- | ------ | ---- | ------ | ---- | ---------------------------------------------------------------------------------------------- | ----------- |
| 許家元     | 2013年 | 九段 | 1997年 | 27歳 | 碁聖1期、十段2期、2015年新人王戦優勝、2021年第28期阿含・桐山杯優勝、2022年テイケイ杯俊英戦優勝 | [ 9 ]       |
| 富士田明彦 | 2007年 | 七段 | 1991年 | 33歳 | 2013年新人王戦優勝、2018年若鯉戦優勝、2023年・2024年名人リーグ入り、2023年本因坊リーグ入り     | [ 10 ]      |
| 小池芳弘   | 2016年 | 七段 | 1998年 | 26歳 | 2018年若鯉戦準優勝、2019年新人王戦準優勝                                                       | [ 11 ]      |
| 張瑞傑     | 2014年 | 六段 | 1999年 | 26歳 | 2018年新人王戦ベスト4                                                                          | [ 12 ]      |
| 伊藤優詩   | 2008年 | 五段 | 1991年 | 33歳 |                                                                                                | [ 13 ]      |
| 外柳是聞   | 2014年 | 五段 | 1994年 | 30歳 | 2022年新人王戦優勝                                                                             | [ 14 ]      |
| 日野勝太   | 2022年 | ニ段 | 2005年 | 20歳 | 高林の最後の弟子にあたる                                                                       | [ 15 ]      |

## 昇段履歴
- 1961年　入段
- 1962年　二段
- 1964年　三段
- 1991年　四段
- 1996年　五段
- 2000年　六段
- 2019年7月7日　死去（追贈七段）[8]